# Kolejowa wieża ciśnień w Kętrzynie
Kolejowa wieża ciśnień w Kętrzynie – wieża ciśnień w Kętrzynie, należąca do kolei. Wraz z infrastrukturą techniczną na linii Kętrzyn-Węgorzewo figuruje w Rejestrze Zabytków od 2007 roku.